# Chromosom 19

Chromosom 19 – jeden z 23 parzystych chromosomów człowieka. DNA chromosomu 19 liczy ponad 63 miliony par nukleotydów, co stanowi około 2-2,5% materiału genetycznego ludzkiej komórki. Liczbę genów chromosomu 19 szacuje się na 1 300-1 700.

## Geny
Niektóre geny mające swoje locus na chromosomie 19:
- APOE
- BCKDHA
- DMPK
- GCDH
- HAMP
- MCPH2
- NOTCH3
- PRX
- SLC5A5
- STK11
- EYCL1
- HCL1.
- ELA2
- RLN3

## Choroby
- choroba Alzheimera
- CADASIL
- niedokrwistość Blackfana-Diamonda
- choroba Charcota-Mariego-Tootha
- wrodzona niedoczynność tarczycy
- hemochromatoza młodzieńcza typ 2B
- choroba syropu klonowego
- dystrofia miotoniczna
- zespół Peutza-Jeghersa
- zespół Kostmanna